# Coteaux du Tursan
Coteaux du Tursan este o arie protejată (sit de importanță comunitară — SCI) din Franța întinsă pe o suprafață de 996 ha, integral pe uscat.

## Localizare
Centrul sitului Coteaux du Tursan este situat la coordonatele 43°36′14″N 0°20′40″W / 43.60387°N 0.34437°V.

## Înființare
Situl Coteaux du Tursan a fost declarat arie specială de conservare în baza directivei 92/43 din 1992 referitoare la conservarea habitatelor naturale și a faunei și florei sălbatice pentru a proteja 9 specii de animale.

## Biodiversitate
Situată în ecoregiunea atlantică, aria protejată conține 5 habitate naturale: Pajiști uscate seminaturale și facies de acoperire cu tufișuri pe substraturi calcaroase (Festuco-Brometalia) (* situri importante pentru orhidee), Ape puternic oligomezotrofe cu vegetație bentonică cu Chara spp., Fânețe de joasă altitudine (Alopecurus pratensis, Sanguisorba officinalis), Păduri de stejar galițio-portugheze cu Quercus robur și Quercus pyrenaica, Formațiuni de Juniperus communis pe lande sau pajiști calcaroase.
La baza desemnării sitului se află mai multe specii protejate:
- mamifere (3): liliac cârn (Barbastella barbastellus), liliac cărămiziu (Myotis emarginatus), liliacul mic cu potcoavă (Rhinolophus hipposideros)
- nevertebrate (6): croitorul mare al stejarului (Cerambyx cerdo), Coenagrion mercuriale, fluturele auriu (Euphydryas aurinia), rădașcă (Lucanus cervus), fluturele purpuriu (Lycaena dispar), Oxygastra curtisii

Pe lângă speciile protejate, pe teritoriul sitului au mai fost identificate 1 specie de plante, 7 specii de păsări, 4 specii de amfibieni, 4 specii de mamifere, 1 specie de nevertebrate, 4 specii de reptile.